# Pep Bonet
Pour les articles homonymes, voir Bonet.
Pep Bonet (né en 1974) est un photographe espagnol.

## Biographie
Bonet a étudié la photographie à Fotogram à Amsterdam.
Il est associé à l'agence photographique Noor Images.
Bep Bonet vit à Majorque. Son studio est situé dans la ville de Santanyí.

## Prix et récompenses
- Fotopres 2007 Fundació La Caixa
- Prix World Press Photo, Sports Features : 2e prix 2007
- Prix W. Eugene Smith 2005
- Prix Scherpenze l pour Photojournalisme 2004 pour son essai Aids in Ethiopia
- Prix Miran Hrovatin International pour Photojournalisme 2004, Fondazione Luchetta, Italie, Trieste
- American Photo Editor's Choice 2004 as emerging artist of the year.
- Zilveren Camera Holland 2003, le Prix de photojournalisme des Pays-Bas.